# سیلک رود فاند
سیلک رود فاند یا همان صندوق راه ابریشم (چینی: 丝路基金) شرکت دولتی سرمایه‌گذاری چینی است، که در سال ۲۰۱۴ تأسیس شد.